# Henri Nanot
Pour les articles homonymes, voir Nanot.
Henri Nanot est un écrivain libertaire français né le 14 janvier 1921 et mort le 8 juin 1962.

## Biographie
Henri Nanot fut l'ami d'André Breton, rencontré à l'armée en 1940.
Durant l'Occupation, Henri Nanot fait partie du maquis. Il en tirera les éléments de son œuvre principale, Scènes de la vie du maquis, édité en 1945 par l'imprimerie du quotidien régional Le Populaire du Centre.
Sa vie bascule fin décembre 1956 : à Masseret, une bombe endommage la maison de Marcel Champeix, sénateur socialiste de Corrèze et secrétaire d'État aux Affaires algériennes. Nanot, que son engagement pour l'indépendance de l'Algérie et ses sympathies socialistes, puis communistes (il avait rompu avec le PCF après l'écrasement de l'insurrection de Budapest), rendent suspect, est accusé d'avoir posé l'engin.
En 1957, la police l'arrête et l'interroge tellement brutalement qu'il est admis à l'hôpital de Limoges ; Henri Nanot ne s'en remettra jamais.
En 1958, la cour d’assises de Tulle le reconnaît coupable malgré toutes ses dénégations, et le soutien de son ami André Breton. 
Après avoir été transféré de prisons en hôpitaux psychiatriques, Henri Nanot est libéré mais meurt peu après, en 1962. 
Il fut un ami du poète Jehan Mayoux, envoyé par Breton au cœur même de sa prison, et de René Rougerie, qui publia en 1988 Un amour fou de liberté (éditions Lucien Souny, réédition en 2014).
Outre Jérôme Garcin qui s'est intéressé à lui, Eugène Durif créa en 2008 une pièce de théâtre, La Nuit des feux. Le parolier Franck Thomas a déposé auprès de la Sacem deux textes lui rendant hommage, Henri Nanot, tu es vivant et Place du champ de foire. 
Son fils Jean-Jacques se bat depuis 25 ans pour réhabiliter le poète paysan hors la loi, par de multiples démarches et en publiant un manuscrit que Nanot devait publier en 1957 mais qui fut caché par sa mère après son incarcération et découvert dans un tas de chiffons seulement en 1985. Ce manuscrit interdit est enfin publié en mai 2013 sous le titre Chamberet, un village de Corrèze dans la terreur. Il dénonce les manigances policières destinées à faire tomber le Résistant Georges Guingouin, dit « le préfet du maquis ».
Son affaire est parfois comparée par ses partisans à l'affaire Dreyfus.

## Œuvres
- Scènes de la vie du maquis, réédité aux Éditions Lucien Souny, extraits en ligne
  - Composition musicale de Tony Hymas (de). Livret en anglais et français. Texte Henri Nanot. Information. Label: Nato / Broken Silence, 2014
- La perquisition (publié par André Breton dans « Le surréalisme, même »)

- Chamberet, un village de Corrèze dans la terreurs, publié à compte d'auteur, 224p, 2013[2].

### Émission de radio
- Patrick Pesnot, « Henri Nanot » [audio], sur Rendez-vous avec X France Inter, Radio France, 4 décembre 2021